# Triángulo Daliniano
El Triángulo Daliniano es la figura geométrica que aparecería, sobre un mapa de Cataluña, si se trazara una línea entre los municipios de Púbol, Portlligat y Figueras. Estas tres localidades explican la trayectoria de Salvador Dalí, un artista de proyección internacional pero totalmente vinculado a su territorio. Este espacio concentrado en un territorio de apenas 40 km² contiene los elementos que conforman el universo daliniano: sus museos, el paisaje, la luz, la arquitectura, la orografía, las costumbres, las leyendas y la gastronomía. El Triángulo Daliniano permite de esta forma explorar el universo de Dalí.

## Púbol
Se encuentra el antiguo castillo medieval que Dalí compró y regaló a su esposa Gala en el año 1969. Salvador Dalí, con la adquisición del castillo de  Pubol y su reforma posterior cumplió la promesa que le había hecho a Gala de hacerla reina de un castillo. La Casa-Museu castillo Gala-Dalí de Púbol tenía que ser el refugio de la musa del pintor, que dedicó un gran esfuerzo creativo a la restauración y la decoración.

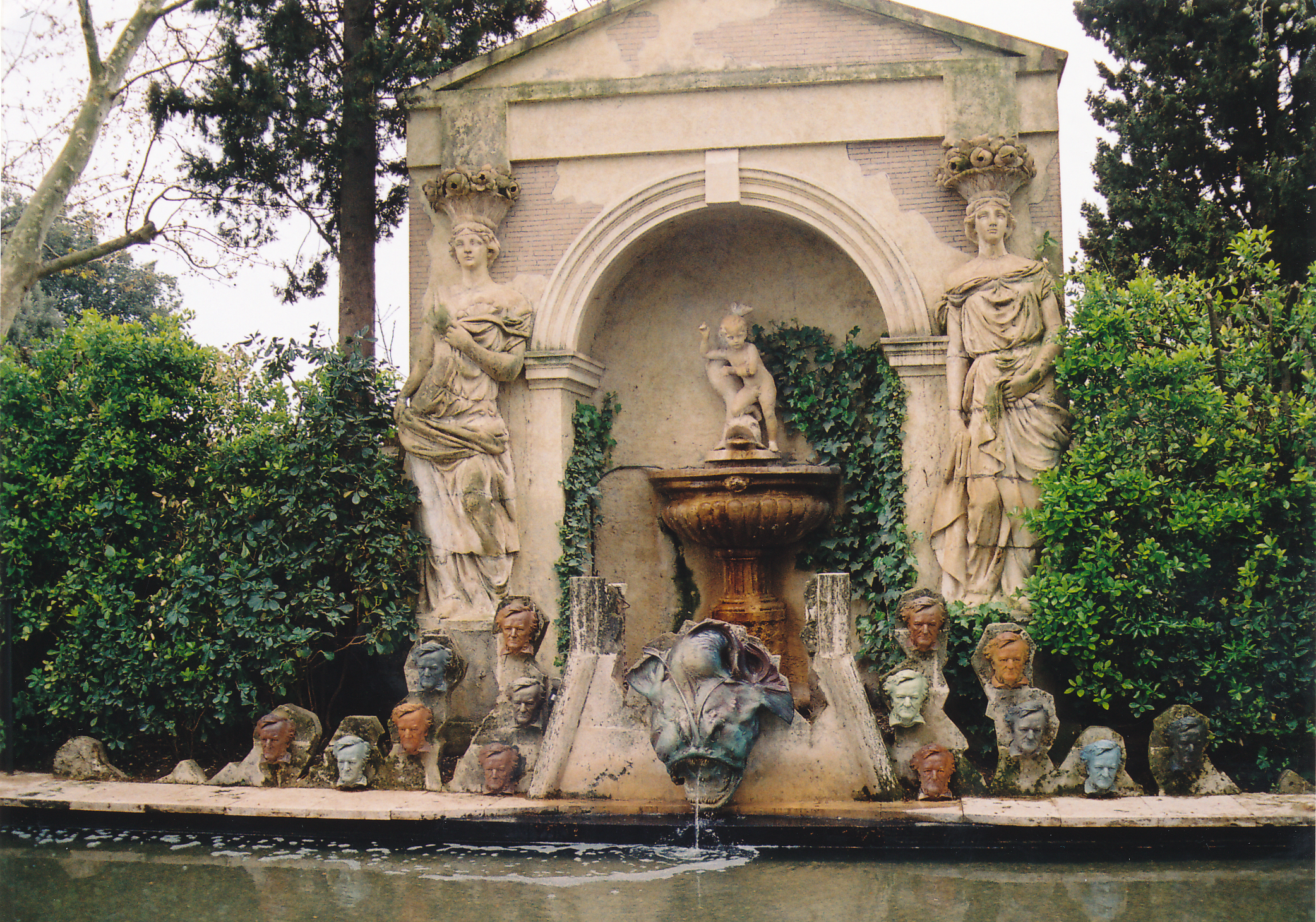
Castillo medieval que compró Dalí (1969).

En él destacan salas como la antigua cocina convertida en cuarto de baño, el salón del piano, la colección de vestidos de alta costura de Gala, el Cadillac que perteneció al matrimonio y la cripta donde fue enterrada la musa. El castillo fue el último taller de Salvador Dalí, entre 1982 y 1984. Dalí menciona el Castillo en su obra escrita. Resulta interesante comprobar como, en su libro Confesiones inconfesables (1973), lo presenta como una continuación de Portlligat -a través de la Sala Redonda u Oval, el lugar reservado a Gala-, concebido como un espacio destinado a su dama y a un ideal amoroso.
Cuando Dalí lo adquirió, en 1969, el Castillo estaba muy deteriorado, con techos hundidos, grandes grietas y un jardín en estado semisalvaje. Sin embargo, todo ello confería al conjunto una atmósfera romántica que fue precisamente lo que el matrimonio Dalí valoró e intentó mantener en la restauración. Así, se consolidó el ruinoso aspecto exterior sin ocultar las cicatrices provocadas por el paso del tiempo. Salvador Dalí utilizó con gran inteligencia las paredes y las cubiertas semiderruidas para crear espacios insospechados y de dimensiones muy contrastadas; en el diseño de la decoración interior recurrió a representaciones pictóricas en los muros, falsas arquitecturas, barroquismo textil, antigüedades, simbología de aire romántico. El resultado es un lugar cerrado y lleno de misterio, privado, austero y sobrio, que alberga espacios de gran belleza, como la antigua cocina reconvertida en sala de baño o el Salón del Piano.Tanto el edificio, como los jardines, con grandes esculturas de elefantes, tienen un aire romántico y afrancesado.

## Figueras

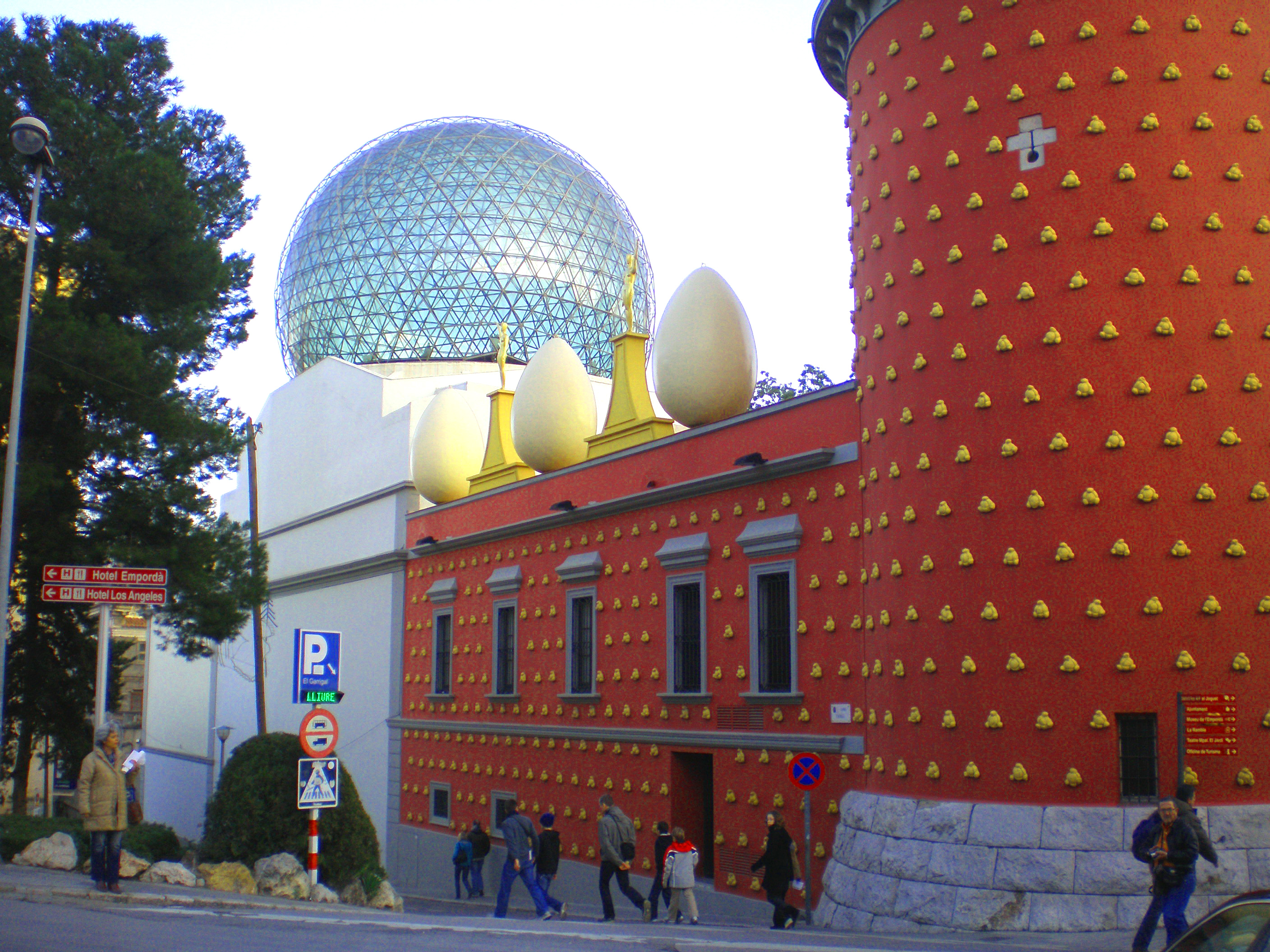
Vista lateral del Teatro-Museo Dalí con la Cúpula Geodésica y la Torre Galatea. Figueras, Gerona (España).

En Figueras se encuentra el Teatro-Museo Dalí, situado en un edificio neoclásico, construido entre 1848 y 1850 como un teatro a la italiana, que fue restaurado y renovado por Dalí, convirtiéndolo en el monumento surrealista.
Salvador Dalí decidió, a principios de los años 60, construir su museo dentro de las ruinas del viejo Teatro Principal de Figueras, que fue destruido por un incendio al final de la guerra civil española, en 1939. La idea se convirtió en realidad con su inauguración el 28 de septiembre de 1974. En su interior, se pueden contemplar desde las primeras experiencias artísticas del artista ampurdanés hasta las obras de sus últimos años. Las colecciones están gestionadas por la Fundación Gala-Salvador Dalí e incluyen pintura, dibujo, escultura, grabado, instalación, holograma, estereoscopía, fotografía, etc. Uno de los elementos más visibles del museo es la estructura reticular transparente en forma de cúpula geodésica que corona el edificio, una idea de Salvador Dalí que realizó el arquitecto murciano Emilio Pérez Piñero (1935-1972). La cúpula se ha convertido en todo un símbolo para la ciudad de Figueras.
Sus fondos reúnen buena parte de la obra del pintor: impresionismo, futurismo, cubismo y surrealismo, con pinturas como Port Alguer (1924), L'espectre del Sex-Appeal (1932), Autoretrat tou amb bacó fregit (1941), Poesia d’Amèrica-Els atletes còsmics (1943), Leda atòmica (1949) o Galatea de les esferes (1952), entre otras. Consta de tres espacios diferenciados: el Teatro-Museo Dalí en sí; el conjunto de las salas que alberga parte del legado de Dalí, que ocupan la Torre Galatea, la sala de exposiciones Dalí-Joyas, la sala Mae West, la sala Palau del Vent, el monumento a Francesc Pujols o el Cadillac plujós.

## Portlligat

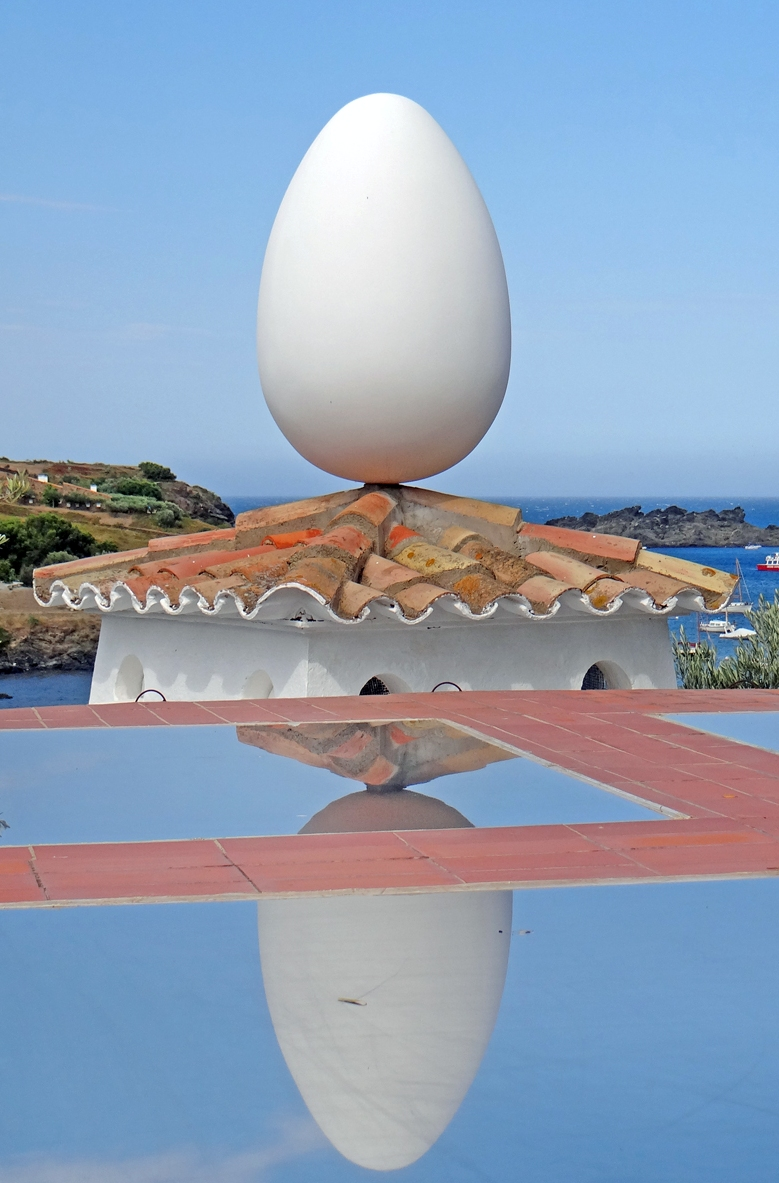
Casa Salvador Dalí de Portlligat.

Antigua barraca de pescadores en Portlligat, donde en 1930 Salvador Dalí se instaló y vivió y trabajó hasta 1982. A partir de la construcción inicial, el pintor fue adquiriendo otras barracas similares y, a lo largo de cuarenta años, definió la que sería la casa actual, de la que hablaba como "una verdadera estructura biológica". Fue su residencia-taller, con el mobiliario y los objetos personales del artista.En el año 1982, tras la muerte de Gala, Dalí no volvió a Portlligat. Con la muerte del pintor (1989), la casa se convirtió, a partir de 1994, en un pequeño recinto museístico adaptado por los arquitectos Oriol Clos i Costa y José Ramos Illán.
La construcción, ideada por Dalí y Gala, es una estructura laberíntica organizada alrededor del Salón de la Osa. A partir de este eje central se dispersa en una sucesión de pequeñas salas conectadas por pasillos, pequeños cambios de nivel y callejones sin salida. Las salas tienen ventanas de diferentes formas y dimensiones pero con un denominador común: enmarcan a la bahía de Portlligat, un paraje que es un tema constante en la obra de Dalí.
La surrealista visita recorre el taller de Dalí, la biblioteca, las habitaciones privadas, el jardín y la piscina. El conjunto intenta mantener las cosas tal como estaban cuando allí vivía el genio ampurdanés. También es interesante la bahía de Portlligat, un espacio de tranquilidad resguardado de la mar más intempestiva. 
Desde aquí, podemos completar la ruta con una serie de excursiones por el parque natural del Cabo de Creus. Sus caminos y senderos nos permitirán disfrutar de sus paisajes de acantilados y calas, y de los atractivos culturales que poseen sus poblaciones. 
Además, el litoral de la comarca, bañado por el mar Mediterráneo, pertenece a la Costa Brava, que cuenta con destacados destinos turísticos como Roses, Sant Pere Pescador oL’Escala. En Roses, por ejemplo, merece la pena ver su Ciudadela renacentista, en cuyo interior se encuentran los restos de la colonia griega de Rhode. También en el término municipal de L’Escala se sitúan los restos de la antigua ciudad grecorromana de Empúries.